# Боґути-Рубеше
Боґути-Рубеше (пол. Boguty-Rubiesze) — село в Польщі, у гміні Боґути-П'янки Островського повіту Мазовецького воєводства.
Населення — 59 осіб (2011).
У 1975-1998 роках село належало до Ломжинського воєводства.

## Демографія
Демографічна структура станом на 31 березня 2011 року:
|          | Загалом | Допрацездатний вік | Працездатний вік | Постпрацездатний вік |
| -------- | ------- | ------------------ | ---------------- | -------------------- |
| Чоловіки | 30      | 5                  | 22               | 3                    |
| Жінки    | 29      | 3                  | 18               | 8                    |
| Разом    | 59      | 8                  | 40               | 11                   |